# Rubí
Rubí är en stad i provinsen Barcelona, Katalonien, Spanien. Den 1 januari 2007 var invånarantalet 70 494 . Staden ligger 15 kilometer från Barcelona, den gränsar i norr till Terrassa och Ullastrell, i söder till Sant Cugat del Vallès, i väster till Castellbisbal och i öster till Sant Quirze del Vallès.
Rubí är känd för sin In-line hockey klubb, Cent Patins Rubí.

## Historia
Staden tros vara av romerskt ursprung, baserat på antalet amforor och skrifter som hittats, fast staden rapporteras ha grundats 986 med namnet Rivo Rubeo. Efter Wilfred den håriges död gick gränsen mellan Al-Andalus och Katalonien längs Llobregat, med katalaner på den norra sidan och muslimer på den södra. Rubí låg mycket nära denna gräns.

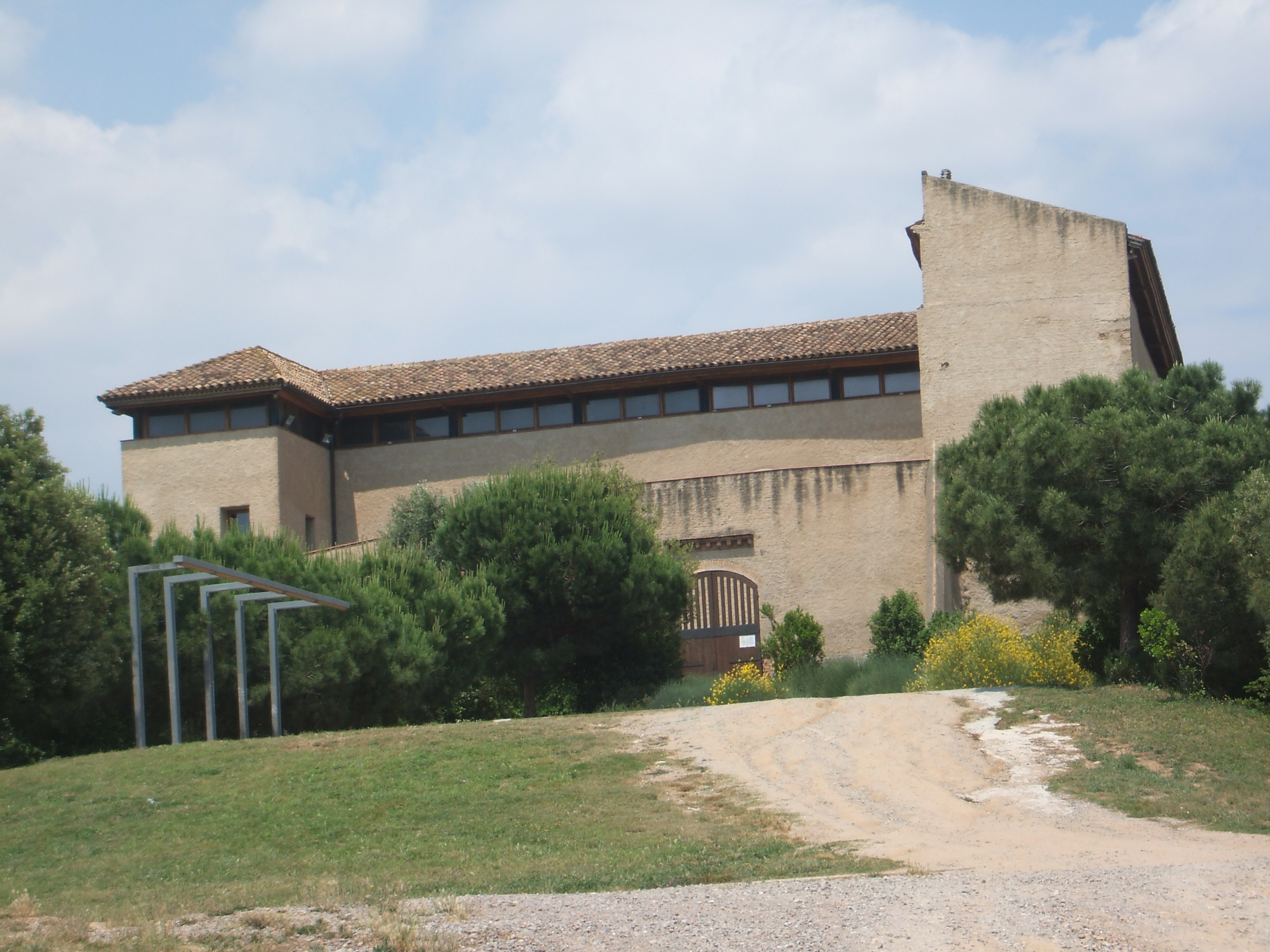
Slottet i Rubí. Idag Ecomuseu Castell de Rubí

1233 bad Berenguer de Rubí kung Jakob I av Aragonien om lov att bygga ett nytt slott, dagens Ecomuseu Castell de Rubí.
Vid den industriella revolutionen ökade invånarantalet dramatiskt. Livsnäringen gick från jordbruk till textilindustri i närheten av Riera de Rubí. Några av de första fabrikerna finns bevarade än idag. 1919 bands Rubí ihop med Barcelona och Terrassa med järnväg.
Industrin utvecklades mycket snabbt och ett stort antal olika industrier etablerades i Rubí, från textilfabriker till elektronisk och kemisk industri. Den snabba industrialiseringen i hela Katalonien ledde till inflyttning från övriga Spanien till regionen för att få jobb. På 2000-talet har en nedläggning av en del fabriker påbörjats, för att flytta till Kina och andra östländer.
Rubí förlorade det mesta av sitt jordbruk vid en stor översvämning 1962, då de lägst belägna delarna av staden förstördes och städer nära Riera de Rubí påverkades. Översvämningen anses vara den värsta hydrologiska katastrofen i Spanien.
Under 1990-talet och 2000-talet har en ny våg av invandrare från Sydamerika och Nordafrika kommit till Rubí.

## Sport
Inlinehockey-klubben Cent Patins Rubí bildades 1992 under de Olympiska spelen i Barcelona. Klubben spelar på nationell och europeisk nivå. Föreningen tog den första europeiska titeln 2009 och har vunnit Copa del Rey två gånger, säsongerna 2005/06 och 2008/09.